# Jens Howe
Jens Howe (ur. 17 lutego 1961 w Oschatz) – niemiecki florecista reprezentujący NRD, dwukrotny medalista mistrzostw świata.
Podczas mistrzostw świata w Wiedniu w 1983 roku reprezentanci NRD w składzie: Adrian Germanus, Klaus Kotzmann, Hartmuth Behrens i Jens Howe zdobyli srebrny medal w zawodach drużynowych. W rywalizacji drużynowej zdobył także brązowy medal na mistrzostwach świata w Sofii trzy lata później.
Na igrzyskach olimpijskich w Seulu w 1988 roku, był czwarty we florecie drużynowym, a w turnieju indywidualnym zajął siódme miejsce.